# Leptodeira frenata
Leptodeira frenata är en ormart som beskrevs av Cope 1886. Leptodeira frenata ingår i släktet Leptodeira och familjen snokar. IUCN kategoriserar arten globalt som livskraftig.
Arten förekommer på Yucatánhalvön och i angränsande regioner av Mexiko, Guatemala och Belize. Ormen vistas i låglandet och i bergstrakter upp till 1000 meter över havet. Habitatet utgörs av torra eller fuktiga skogar och dessutom besöks kulturlandskap. Individerna klättrar i träd och vistas på marken.

## Underarter
Arten delas in i följande underarter:
- L. f. frenata
- L. f. malleisi
- L. f. yucatanensis